# Estado colonial del Maranhão
El Estado del Maranhão o del Marañón (en portugués: Estado do Maranhão) fue una unidad administrativa creada el 13 de junio de 1621 por Felipe IV de España, que en esa época era también rey de Portugal como Felipe III, en el norte del Brasil. Comprendía las capitanías del Maranhão, Pará y del Ceará. Por pocos años también incluyó a la capitanía del Piauí.
Así el Brasil pasó a tener dos unidades administrativas: Estado del Maranhão, con capital en São Luís, y el Estado del Brasil, cuya capital era Salvador de Bahía.

## Las capitanías del Maranhão
La capitanía del Maranhão fue una de las capitanías hereditarias establecidas por el rey Juan III de Portugal en 1534 en el Brasil, con vistas a incrementar el poblamiento y defensa del territorio. Tenía 75 leguas de costa y se hallaba dividida en dos secciones: la primera sección iba desde el extremo este de la isla de Marajó hasta la desembocadura del río Gurupi y fue donada a João de Barros y a Aires da Cunha, y la segunda sección iba desde la desembocadura del río Gurupi hasta Parnaíba y fue donada por el rey a Fernão Álvares da Cunha, quien recibió la capitanía el 11 de marzo de 1535. 
Los donatarios de las dos secciones de la capitanía organizaron juntos una expedición colonizadora compuesta de diez navíos, con 900 pobladores, bajo el mando de Aires da Cunha, la cual llegó al Brasil en 1535. Fundaron Nazaré y estuvieron en lucha constante con los indígenas hasta que en 1538 abandonaron la empresa. Una nueva tentativa fue hecha en 1554 al mando de Luís Melo. 
Los franceses visitaban frecuentemente la región, lo que obligó a la Corona a principios del siglo XVII a emprender su conquista. La ciudad de São Luís fue fundada por el francés Daniel de La Touche el 8 de septiembre de 1612. Los franceses se aliaron a los indios en la resistencia contra los portugueses y en noviembre de 1615, la ciudad retornó al dominio portugués bajo el mando de Jerónimo de Albuquerque, que se convirtió en el primer capitán de mar de Maranhão.

## El Estado del Maranhão
Con la fundación del fuerte del Presépio en 1616 (hoy Belém) se estableció la capitanía del Gran Pará. El 13 de junio de 1621 el rey Felipe IV de España (III de Portugal) dividió la Gobernación General del Brasil creando el Estado del Maranhão (hecho efectivo en 1626) que comprendía las capitanías del Maranhão, la del Gran Pará y la del Ceará, con una administración independiente del resto del Brasil. Su capital era São Luís. De esta manera Brasil pasó a tener dos unidades administrativas: Estado del Maranhão (con capital en São Luís) y Estado del Brasil, este último con capital en Salvador de Bahía. En diciembre de 1640 terminó el período de Unión Ibérica restaurándose la independencia de Portugal, volviendo Brasil a ser una de sus colonias. Aceptando la nueva dinastía de los Braganza, Bahía en febrero de 1641 y Río de Janeiro en marzo.
São Luís estuvo bajo el control holandés en el período de 1641 al 1644, durante la guerra luso-neerlandesa.
En 1715 el territorio de Piauí fue transferido de la capitanía de la Bahía de Todos los Santos al Estado del Maranhão. En 1718 fue creada la capitanía del Piauí con capital en la villa de Oeiras. El primer gobernador asumió recién en 1758.
En 1737 el Estado del Maranhão pasó a llamarse Estado del Gran Pará y Maranhão (Estado do Grão-Pará e Maranhão) y la capital fue transferida de São Luís a Belém. 
El 3 de marzo de 1755 fue creada la capitanía de San José del Río Negro, dependiente del Estado del Gran Pará y Maranhão.
El 20 de agosto de 1772, ocurrió una nueva división en dos Estados: el Estado del Maranhão y Piauí, con sede en São Luís, y el Estado del Gran Pará y Río Negro, con sede en Belém, reincorporándose al virreinato del Brasil. 
Con la independencia del Brasil en 1821 el Estado del Maranhão pasó a ser la provincia del Maranhão y la ciudad de Belém fue ocupada por la Escuadra Imperial el 15 de agosto de 1823, transformándose Pará en una de las provincias del Imperio: provincia del Gran Pará y Río Negro. El 28 de febrero de 1821 la capitanía del Piauí se transformó en la provincia de Piauí.
En 1821 los habitantes de Manaus se proclamaron independientes estableciendo un gobierno provisorio, pero la región terminó incorporada al Imperio de Brasil en la provincia del Gran Pará, como comarca del Alto Amazonas en 1824.